# Batis pririt
Batis pririt е вид птица от семейство Platysteiridae.

## Разпространение
Видът е разпространен в Ангола, Ботсвана, Намибия и Южна Африка.